# 122e division d'infanterie (Allemagne)
Pour les articles homonymes, voir 122e division d'infanterie.
La  122e division d'infanterie (en allemand : 122. Infanterie-Division ou 122. ID) est une des divisions d'infanterie de l'armée allemande (Wehrmacht) durant la Seconde Guerre mondiale.

## Création et différentes dénominations
La 122. Infanterie-Division est formée le 7 octobre 1940 en tant qu'élément de la 11. welle (11e vague de mobilisation).

## Organisation

### Commandants
| Date                                | Grade                  | Commandant                  |
| ----------------------------------- | ---------------------- | --------------------------- |
| 5 octobre 1940-8 décembre 1941      | Generalleutnant        | Siegfried Macholz           |
| 8 décembre 1941-17 février 1942     | Generalleutnant        | Friedrich Bayer             |
| 17 février 1942 - 1er août 1942     | Generalleutnant        | Siegfried Macholz           |
| 1er août 1942-10 octobre 1942       | Generalleutnant        | Kurt Chill                  |
| 10 octobre 1942 - ? novembre 1942   | Generalleutnant        | Gustav Hundt                |
| ? novembre 1942 - 1er décembre 1942 | Generalleutnant        | Siegfried Macholz           |
| 1er décembre 1942-8 janvier 1943    | Generalmajor           | Adolf Westhoff              |
| 8 janvier 1943-15 mai 1943          | Generalmajor           | Adolf Trowitz               |
| 15 mai 1943-27 juin 1943            | Generalleutnant        | Alfred Thielmann            |
| 27 juin 1943 - 1er février 1944     | Generalleutnant        | Kurt Chill                  |
| 1er février 1944-4 février 1944     | Generalmajor           | Johann-Albrecht von Blücher |
| 4 février 1944-25 août 1944         | Generalmajor           | Hero Breusing               |
| 25 août 1944-20 janvier 1945        | General der Infanterie | Friedrich Fangohr           |
| 20 janvier 1945-8 mai 1945          | Generalmajor           | Bruno Schatz                |

### Officiers d'opérations (Generalstabsoffiziere (Ia))
| Date                          | Grade          | Commandant                      |
| ----------------------------- | -------------- | ------------------------------- |
| 5 octobre 1940-24 juin 1942   | Oberstleutnant | Hans-Joachim Schipp von Branitz |
| 24 juin 1942-10 novembre 1944 | Oberstleutnant | Helmut Weber                    |
| 10 novembre 1944 - ? 1945     | Oberstleutnant | Gustav-Adolf Kuntzen            |

## Théâtres d'opérations
- Allemagne : octobre 1940 - Juin 1941
- Front de l'Est, secteur Nord : juin 1941 - Septembre 1943
  - Siège de Léningrad
  - 8 février - 2 mai 1942 : poche de Demiansk
- Front de l'Est, secteur Centre : septembre 1943 - Mars 1944
- Finlande : Mars 1944 - Juillet 1944
- Front de l'Est, secteur Nord : juillet 1944 - Octobre 1944
- Poche de Courlande : octobre 1944 - Mai 1945

## Ordres de bataille
1940
- Infanterie-Regiment 409
- Infanterie-Regiment 410
- Infanterie-Regiment 411
- Artillerie-Regiment 122
  - 1. Bataillon
  - 2. Bataillon
  - 3. Bataillon
  - 4. Bataillon
- Pionier-Bataillon 122
- Feldersatz-Bataillon 122
- Panzerjäger-Abteilung 122
- Aufklärungs-Abteilung 122
- Divisions-Nachrichten-Abteilung 122
- Divisions-Nachschubführer 122

Juillet 1944
- Stab / 122.I.D. Ia (Oberstleutnant H. Weber)
  - u. Stabskompanie
- Grenadier-Regiment 409 (Oberstleutnant C.-K. von Bülow)
  - Regiments-Stab
  - Stabskompanie
    - Fahrrad-Zug (Aufklärungs-Zug)
    - Pionier-Zug
    - Nachrichten-Staffel

  - I. Infanterie-Bataillon
  - II. Infanterie-Bataillon
  - 13. Infanterie-Geschütz-Kompanie [2 × 7,5 cm leIG, 2 × 15 cm sIG]
  - 14. Panzer-Jäger-Kompanie [3 × 8,8 cm Pak 43, 3 × 7,5 cm Pak 40, 7x Panzerschreck]
- Grenadier-Regiment 410 (Oberstleutnant N. Kliemann)
  - Regiments-Stab
  - Stabskompanie
    - Fahrrad-Zug (Aufklärungs-Zug)
    - Pionier-Zug
    - Nachrichten-Staffel

  - I. Infanterie-Bataillon
  - III. Infanterie-Bataillon
  - 13. Infanterie-Geschütz-Kompanie [5 × 7,5 cm leIG, 1 × 15 cm sIG]
  - 14. Panzer-Jäger-Kompanie [3 × 8,8 cm Pak 43, 3 × 7,5 cm Pak 40, 7x Panzerschreck]
- Grenadier-Regiment 411 (Oberst F. Feuring)
  - Regiments-Stab
  - Stabskompanie
    - Fahrrad-Zug (Aufklärungs-Zug)
    - Pionier-Zug
    - Nachrichten-Staffel

  - I. Infanterie-Bataillon
  - II. Infanterie-Bataillon
  - 13. Infanterie-Geschütz-Kompanie [6 × 7,5 cm leIG, 2 × 15 cm sIG]
  - 14. Panzer-Jäger-Kompanie [3 × 8,8 cm Pak 43, 2 × 7,5 cm Pak 40, 7x Panzerschreck]
- Divisions-Füsilier-Bataillon 122
  - Stab
  - 1.(Fahrrad-)Füsilier-Kompanie
  - 2. Füsilier-Kompanie
  - 4. schwereKompanie [6x sMG, 4 × 80 mm mGrW, 2 × 120 mm sGrW]
- Feldersatz-Bataillon 122
  - Stab
  - 1. Feldersatz-Kp. [4x sMG, 3 × 8 cm mGrW, 2 cm Flak, 3,7 cm Pak 36?]
  - 2. Feldersatz-Kp. [6x sMG, 3 × 8 cm mGrW, 3,7 cm Pak 36?]
- Pionier-Bataillon 122
  - Stab
  - 1. Pionier-Kp. [2x sMG, 4x Flammenwerfer, 2 × 8 cm mGrW]
  - 2. Pionier-Kp. [2x sMG, 5x Flammenwerfer, 2 × 8 cm mGrW]
  - 3. (Fahrrad-)Pionier-Kp. [2x sMG, 5x Flammenwerfer, 2 × 8 cm mGrW]
  - leichte Pionier-Kolonne
- Nachrichten-Abteilung 122 (teilweise mot.)
  - Stab
  - 1. Na.Kp. (Fernsprecher-Kp.) (teilweise mot.)
  - 2. Na.Kp. (Funk-Kp.) (mot.)
  - Versorguns-Kp. (teilweise mot.)
- Artillerie-Regiment 122 Major (P. Schikorovsky)
  - Regiments-Stab
  - Stabsbatterie
  - I. Artillerie-Abteilung [11 × 10,5 cm] (Hauptmann H. Lehmann)
  - II. Artillerie-Abteilung [11 × 10,5 cm] (Hauptmann H. Mawich)
  - III. Artillerie-Abteilung [11 × 10,5 cm] (Hauptmann H. Benz)
  - IV. Artillerie-Abteilung [10 × 15 cm] (Hauptmann R. Friedrichs)
  - Kolonne
- Panzer-Jäger-Abteilung 122 (mot.)
  - Stab
  - Stabskompanie
  - 1. Panzer-Jäger-Kompanie [12x ?]
  - 1122.StuG-Abt. [10x Sturmgeschütz IV] (Hauptmann Siegfried Gutzeit)
  - 3. leichte Flak-Kompanie [11 × 2 cm Flak]
- Kommandeur der Infanterie-Divisions-Nachschubtruppen 122
- Verwaltungs-Truppen 122
- Kraftfahrpark-Truppen 122
- Nachschub-Truppen 122
- Feld-Postamt 122
- Veterinär-Truppen 122
- Sanitär-Truppen 122

## Décorations
Certains membres de cette division se sont fait décorer pour faits d'armes :
- Insigne de combat rapproché en Or:
  - 4
- Agrafe de la liste d'honneur
  - 25
- Croix allemande en Or
  - 104
- Croix de chevalier de la Croix de fer
  - 30
  - 2 feuilles de chêne